# Maulette
Maulette là một xã của Pháp, nằm ở tỉnh Yvelines trong vùng Île-de-France.
Người dân ở đây trong tiếng Pháp gọi là Maulettois.
Maulette cách Paris 50 km, nằm ở phía tây tỉnh Yvelines. Các xã giáp ranh: Richebourg về phía bắc, Bazainville về phía đông bắc, Gambais về phía đông, Bourdonné về phía đông nam, Dannemarie về phía nam, Champagne và Goussainville về phía đông nam.